# Idiosynkrasi
Idiosynkrasi är en intensiv motvilja eller överkänslighet som inte utan vidare kan förklaras. Den är ofta starkt personligt präglad.
I talspråk används ofta idiosynkrasi eller idiosynkratisk efter engelskt mönster (idiosyncracy) i betydelsen egenartad eller excentrisk.

## Etymologi
Ordet kommer från klassisk grekiska ἰδιοσυγκρασία (idiosynkrasia), ungefär ’ens eget temperament, kroppsvätskornas blandning’, av ἴδιος (idios), ’ens egen’, σύν (syn) ’med, ihop’, och κρᾶσις (krasis), ’mixtur, blandning’.